# کوتکه پران
کوتکه پران (به انگلیسی: Kotka Piran) یک منطقهٔ مسکونی در پاکستان است که در خیبر پختونخوا واقع شده‌است. کوتکه پران ۳۶۴ متر بالاتر از سطح دریا واقع شده‌است.